# Wilhelm Lamszus
Wilhelm Robert Lamszus (* 13. Juli 1881 in Altona; † 18. Januar 1965 in Hamburg) war ein deutscher Reformpädagoge und Antikriegsschriftsteller.

## Herkunft
Der Schuhmachermeister Christoph Lamszus (1846–1914) und dessen Ehefrau Wilhelmine Stepputat (1850–1928) waren die Eltern von Wilhelm Lamszus. Beide hatten litauische Wurzeln. Er war das zweite von vier Kindern. Sein Vater war aktiver Sozialdemokrat zuerst in Skungerren (Ostpreußen) später in Hamburg-Altona.

## Leben und Werk

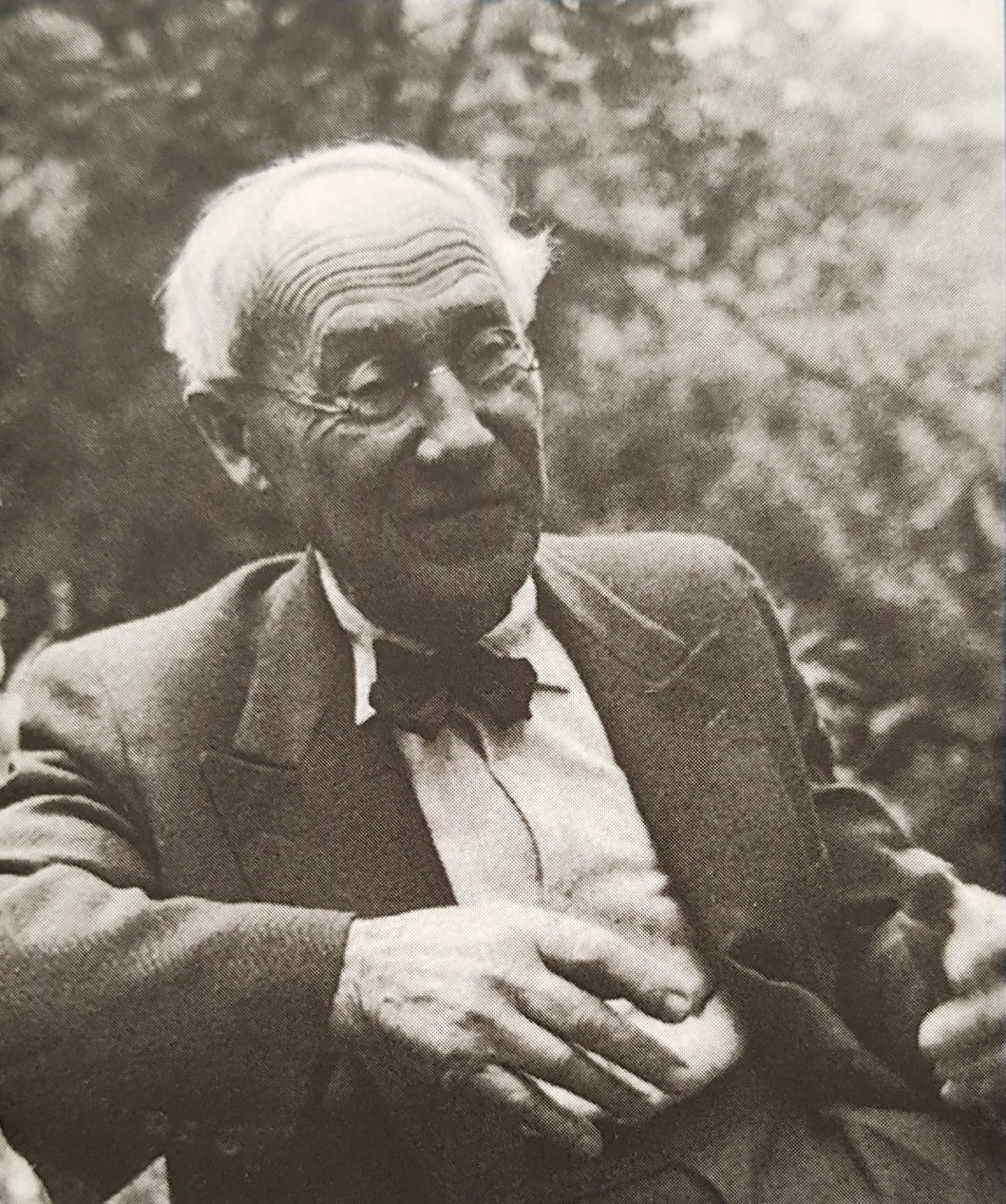
Wilhelm Lamszus (um 1955)

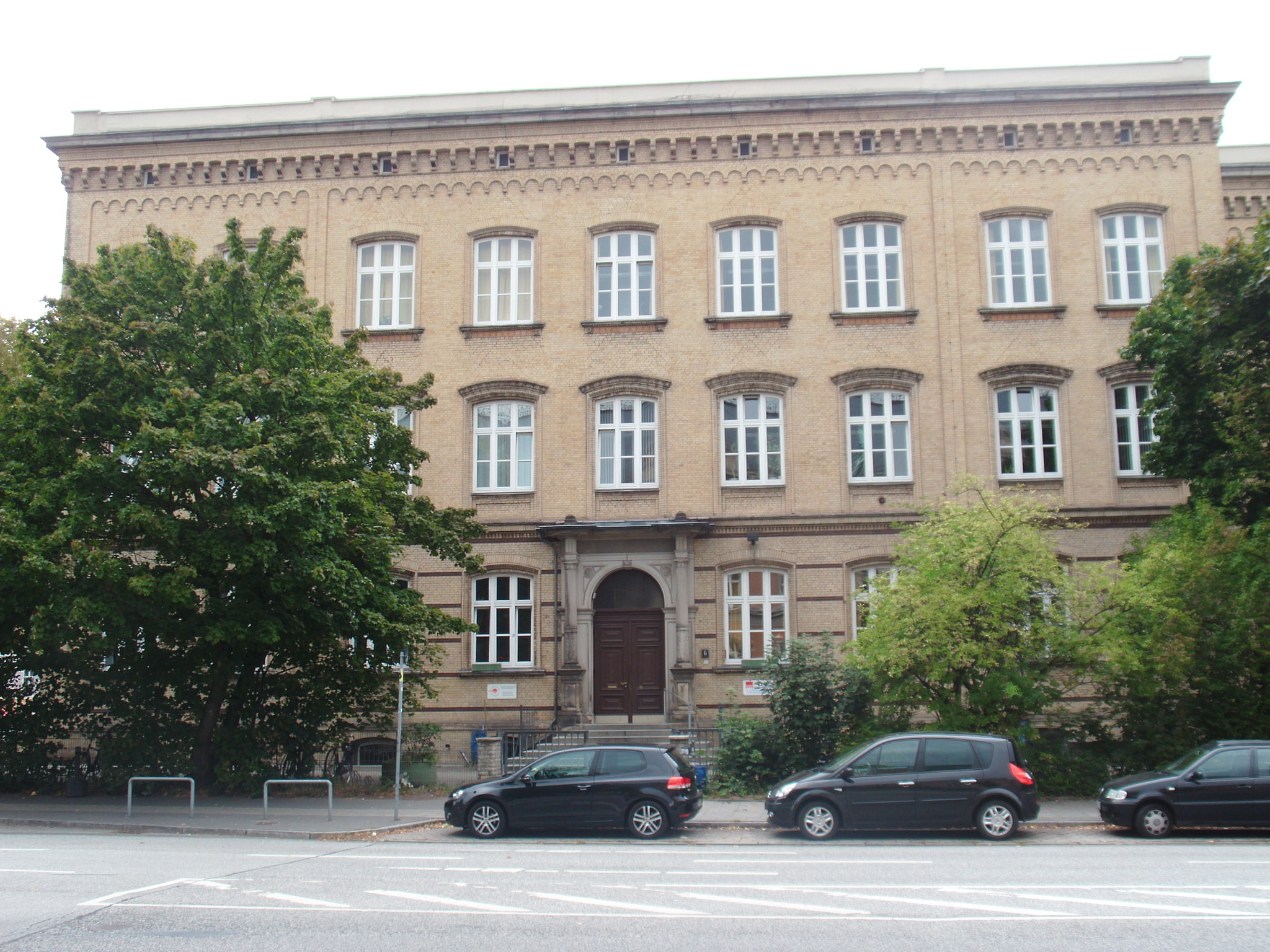
Schule „Vor dem Holstentor“ in St. Pauli, Karolinenviertel

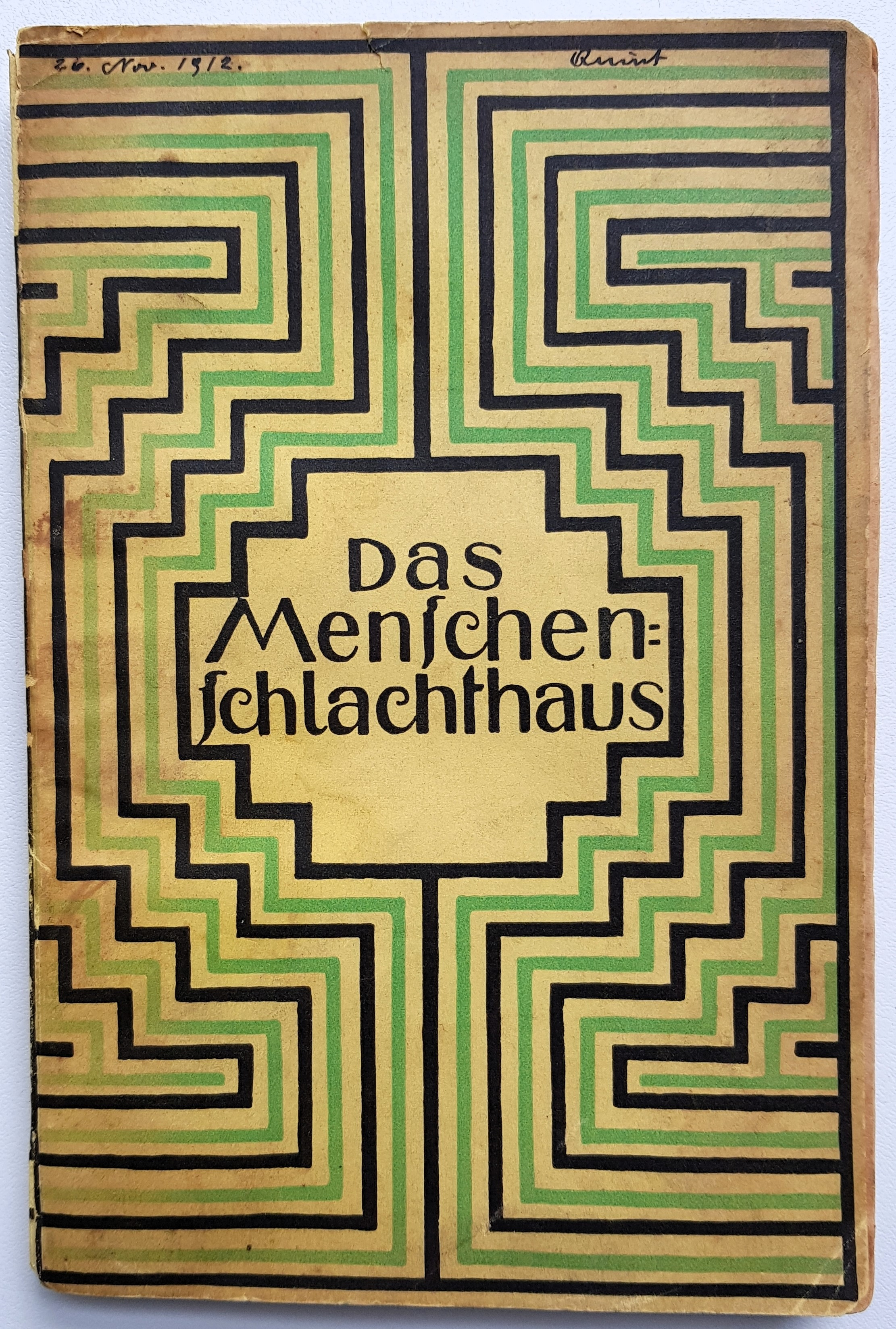
Umschlag des Antikriegsromans von 1912 im Alfred Janssen-Verlag

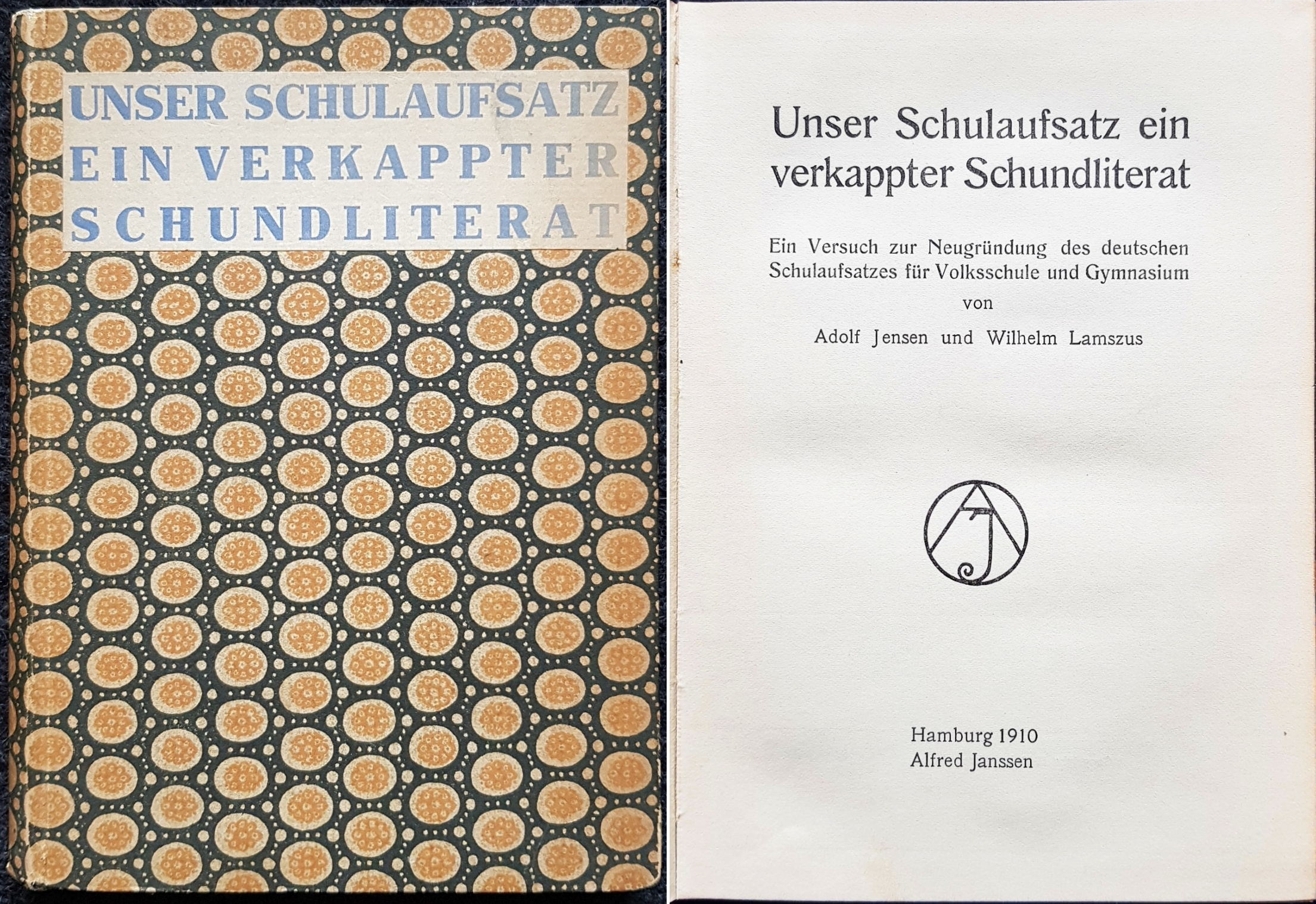
Lamszus „Unser Schulaufsatz …“ 1910

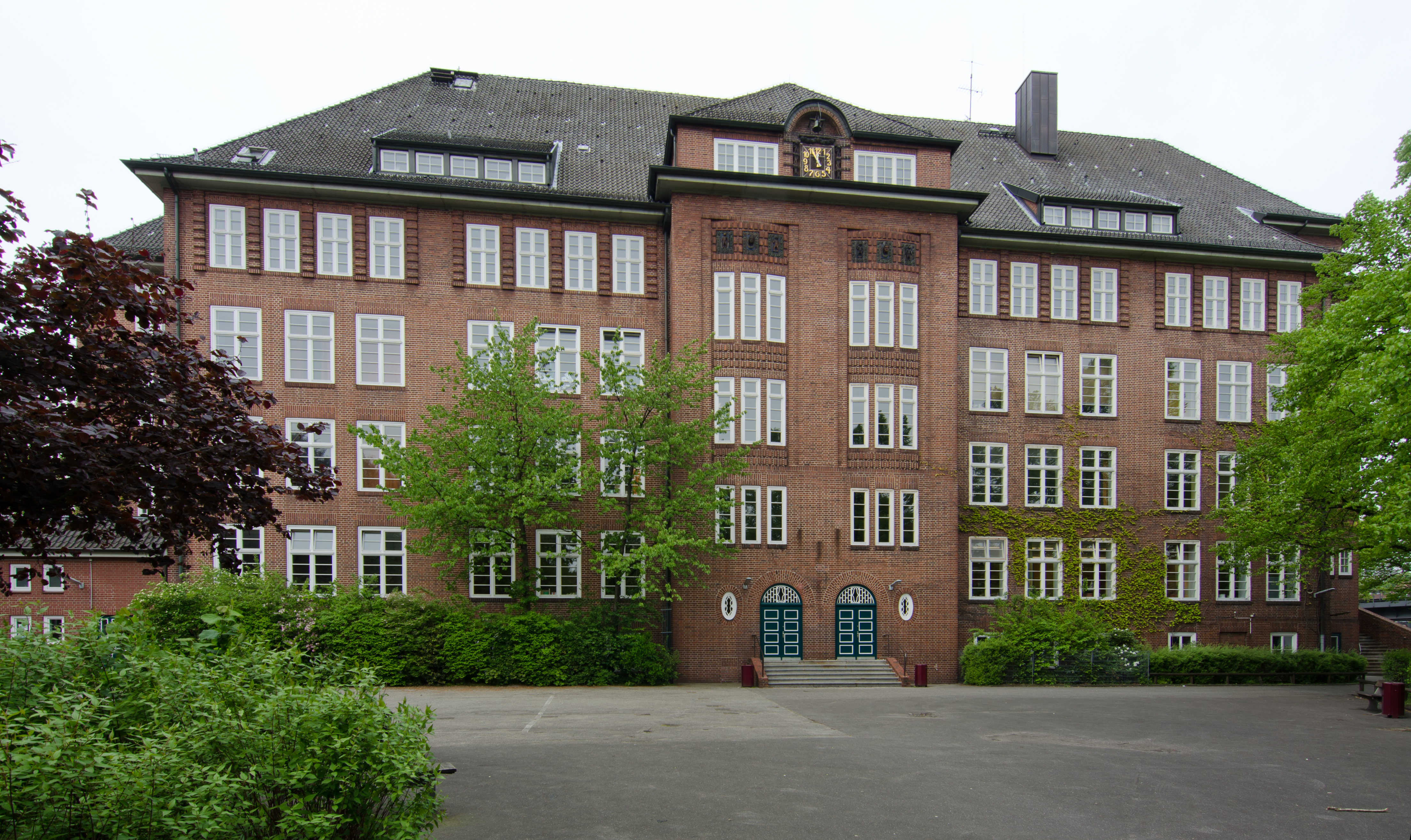
Schumacher-Schule Tieloh in Barmbek-Nord, Schulhofseite

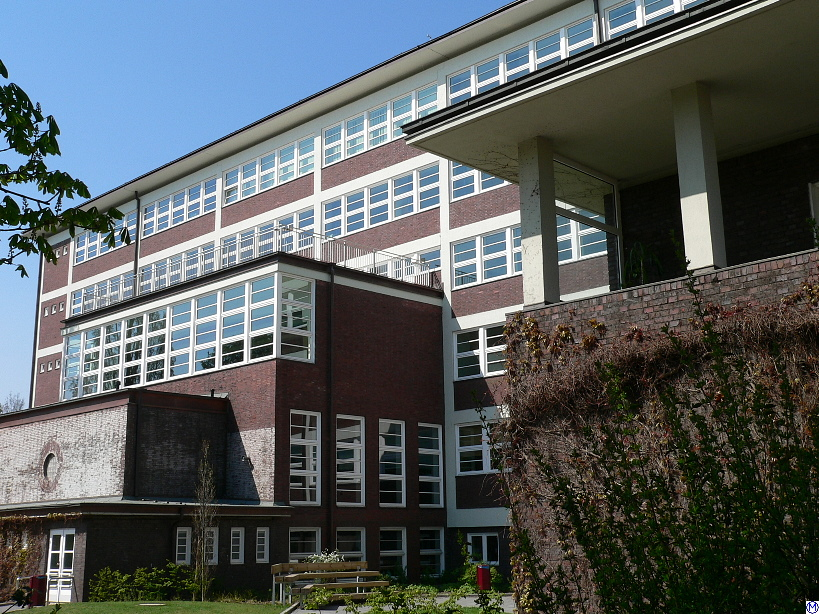
Schumacher-Schule Meerweinstraße in Winterhude-Jarrestadt

Lamszus verbrachte seine ersten Lebensjahre im preußischen Altona. Die Familie zog 1888 nach Hamburg-St. Pauli um. Dort besuchte er von 1888 bis 1896 die Volksschule in der Taubenstraße 11. Von 1896 bis 1902 nahm er am Hamburger Lehrerseminar in der Binderstraße teil, um Volksschullehrer zu werden. So konnte er von 1902 bis 1903 zunächst als Hilfslehrer an der Knabenschule Vor dem Holstentor im Karolinenviertel unterrichten. Nach dem einjährigen Militärdienst unterrichtete er an der Eimsbütteler Knaben- und Mädchenschule in der Tornquiststraße 19a. Zu dieser Zeit entstand – gemeinsam mit seinem Freund und Kollegen Adolf Jensen – die aufsehenerregende reformpädagogische Streitschrift „Unser Schulaufsatz, ein verkappter Schundliterat“. Dieses reformpädagogische Engagement wurde einerseits begrüßt von Carl und Gerhart Hauptmann, Heinrich und Thomas Mann, Richard Dehmel, Arno Holz, Erich Mühsam und Herbert Eulenberg, andererseits wurde er deswegen 1910 an die Knabenschule Osterstraße 38 strafversetzt.
1912 erschien sein Roman Das Menschenschlachthaus. Bilder vom kommenden Krieg, mit dem er die Schrecken des Ersten Weltkriegs vorwegnahm und sich gegen den Militarismus der Wilhelminischen Zeit wandte. Dieses Werk sollte für sein weiteres Leben allergrößte Bedeutung bekommen.
Er hatte 1903/1904 sein Militärjahr beim Hamburger Infanterie-Regiment „Hamburg“ (2. Hanseatisches) Nr. 76 als Einjährig-Freiwilliger absolviert und nahm später als Reservist im Lockstedter Lager an einer Übung teil. Bei dieser Gelegenheit faszinierte ihn die neuartige Technik des Maschinengewehrs. Zugleich versetzte er sich in die „Menschen, auf die diese Kriegsmaschinen losgelassen werden sollen“. Voller Grauen schrieb er innerhalb weniger Tage den Roman, dessen erste von zahlreichen Auflagen im Hamburger Alfred Janssen-Verlag erschien. Rasch folgten auch Übersetzungen in acht Sprachen.
Dies waren:
- 1913: auf Englisch[6] zwei Versionen (in London und in New York mit jeweils eigenständigen Vorworten), auf Tschechisch und auf Russisch,
- 1914: erneut auf Tschechisch, auf Japanisch und auf Dänisch,
- 1915: auf Finnisch,
- 1919: auf Französisch[7] und auf Ungarisch[8].

Dies alles konnte die große Katastrophe, den Ersten Weltkrieg, nicht abwenden. Das Menschenschlachthaus wurde Wirklichkeit.
Im Frühjahr 1914 hatte er die Fortsetzung des „Menschenschlachthauses“ mit dem Titel Das Irrenhaus – Visionen vom Krieg bereits druckfertig. Mit einem Vorwort von Carl von Ossietzky durfte sie jedoch erst nach Kriegsende erscheinen.
Wegen der großen Resonanz seiner Veröffentlichungen wurde Lamszus als „schlechter Deutscher“, „anarchosyndikalistischer Revolutionär“ und als „vaterlandsloser Geselle“ denunziert. Nachdem die Schulbehörde aufmerksam gemacht worden war, überlegte man sich dort Konsequenzen: Mit einem Forschungsauftrag zur Lage der deutschen Angehörigen der Fremdenlegion wurde er vom damaligen Schulsenator John von Berenberg-Gossler nach Nordafrika entsandt, anscheinend um ihn aus dem Schuldienst zu entfernen. Die Rechercheergebnisse über diese „Auszeit“ veröffentlichte Lamszus 1914 in dem Buch Der verlorene Sohn, bevor er in einem Ersatzbataillon dienen musste und nach wenigen Monaten wieder ausgemustert wurde.
Nach seiner Rückkehr 1915 konnte er die Unterrichtstätigkeit wieder aufnehmen. Der spätere Arbeiterschriftsteller und Politiker Willi Bredel schrieb, dass Lamszus zwei Jahre lang sein Klassenlehrer gewesen war und danach in der Jugendbewegung sein Lehrer für Literatur. Bis 1918 stand er der SPD nahe, 1919 trat er in die neugegründete KPD ein, der er bis 1927 angehörte. Neben seinen Antikriegsschriften veröffentlichte Lamszus zahlreiche Arbeiten zur Aufsatzmethodik, Gesundheits- und Friedenserziehung.

### Die Zwischenkriegszeit
In der Zeit von 1920 bis 1930 war er Lehrer an der Reformschule Tieloh-Süd in Hamburg-Barmbek, einer von vier „Versuchsschulen“ in Hamburg. Er unterhielt enge Kontakte zu Hans Löhr, dem er zu einem Auftrag für den Bau von Webstühlen für die Schule Tieloh und zu einer Vertretungsstelle als Werklehrer verhalf.
1930 sollte Lamszus eine Professur für Deutschdidaktik an der TH Braunschweig erhalten, wo bereits sein Freund Adolf Jensen als Professor lehrte. Jedoch waren die Nationalsozialisten in Braunschweig bereits 1930 an die Macht gelangt. Um diese Zeit wurden in Braunschweig insgesamt 26 Lehrer zum 1. April 1931 aus dem Schuldienst entlassen, die aus der Kirche ausgetreten waren. Auch Adolf Jensen wurde aus dem Braunschweiger Staatsdienst entlassen (1932). Vor diesem Hintergrund konnte Lamszus nicht mehr nach Braunschweig berufen werden.
Neun der „dissidentischen“ Braunschweiger Pädagogen wurden daraufhin Ostern 1931 durch den Hamburger Schulrat Fritz Köhne eingestellt. Dies erklärt, warum Lamszus in Hamburg blieb und zur neueröffneten Meerweinschule (heute GS Winterhude) in der Jarrestadt wechselte. Als Hans Löhr sich aufgrund seiner politischen Aktivitäten bedroht fühlte und Braunschweig verließ, verhalf ihm Lamszus zu einer Lehrerstelle an der Meerweinschule. Eine Schülerin von Löhr war hier Greta Wehner, damals noch Greta Burmester, die in der von Löhr mitgegründeten Landkommune Harxbüttel zur Welt gekommen war.
Lamszus konnte an der Meerweinschule jedoch nur von 1930 bis 1933 unterrichten. Nach der Machtergreifung der Nationalsozialisten wurde er als einer der ersten Hamburger Lehrer entlassen. Von 1933 bis 1945 lebte Lamszus mit seiner Familie in Klein Borstel von einer verminderten Pension und journalistischen Gelegenheitsarbeiten, die er unter Pseudonym veröffentlichte.
Sowohl die Tieloh-Schule wie auch die Meerweinschule gehören zu den Schulen, die Hamburg dem Oberbaudirektor Fritz Schumacher zu verdanken hat. Aus der Sicht des Reformpädagogen beschreibt Wilhelm Lamszus in seinen Erinnerungen die besonderen Verdienste von Schumacher als Architekt im Schulbau und als Städtebauer.

### Nach dem Zweiten Weltkrieg
8. Mai 1945 Wiedereinstellung in den Hamburger Schuldienst. Einen Ruf als Gründungsdirektor der Pädagogischen Hochschule in Berlin lehnte der inzwischen 64-jährige Lamszus aus gesundheitlichen Gründen ab. Von 1945 bis 1950 nahm er seine medienpädagogische Pionierarbeit durch die Etablierung von Kinderhörspielsendungen für den Nordwestdeutschen Rundfunk (NWDR) d. h. vor der Entstehung des Norddeutschen Rundfunk 1954/1956 (NDR) wieder auf, die er seit 1926 mit seiner Ehefrau für die Nordische Rundfunk AG (NORAG) etabliert hatte. Zum 30. September 1948 wurde Wilhelm Lamszus in den Ruhestand versetzt.
1960 verlieh ihm die Pädagogische Fakultät der Ost-Berliner Humboldt-Universität die Ehrendoktorwürde.
Im August 2012 anlässlich des 100. Jahrestages des Erscheinens von Lamszus Buch „Das Menschenschlachthaus. Bilder vom kommenden Krieg“ erschien eine Würdigung des Werkes von Wilhelm Lamszus in Die Zeit. Verfasser des umfangreichen Textes war der Lamszus-Biograf Andreas Pehnke. Einen Bericht über Lamszus' erschütternd aktuellen Roman brachte im September 2022 das Hamburger Abendblatt in der Rubrik „Hamburg historisch“.

## Familie
Wilhelm Lamszus war zweimal verheiratet. 1926 heiratete er Lucia Kahl (1903–1969), seine zweite Frau. Das Paar hatte eine Tochter und zwei Söhne: Marianne, Hellmut und Olaf. Nach seinem Tod am 18. Januar 1965 wurde er auf dem Friedhof Ohlsdorf beerdigt. Sein Grab ist nicht erhalten.

## Schriften
- Thomas Müntzer. Eine Tragödie des Prophetentums, Berlin 1909
- Das Menschenschlachthaus. Bilder vom kommenden Krieg, kommentierter Nachdruck der 1. Auflage von 1912, Weismann Verlag, München 1980, ISBN 3-921040-66-3.
- Das Irrenhaus: Visionen vom Krieg, Pfadweiser-Verlag, Hamburg 1919.
- Die Begabungsschule: Ein Beitrag zur geistigen Wiedergeburt, Westermann, Hamburg 1919.
- Lisa. Der Irrweg zweier Herzen, Hamburg 1920
- Der Leichenhügel: Gedichte während des Kriegs, Pandora-Verlag, Leipzig 1921.
- Der verlorene Sohn: Eine Geschichte aus der Fremdenlegion, G. Westermann, 2. Auflage, Braunschweig 1921.
- Der Genius am Galgen. Gesichte der letzten Nacht, Leipzig 1924
- Giftgas über uns, Manuskript von 1932, veröffentlicht 2006.
- Der große Totentanz: Gesichte und Gedichte vom Krieg, Hamburger Kulturverlag, Hamburg 1946.
- Pädagogische Dilettanten oder geborene Erzieher: Kulturreform durch Lehrerauslese, Hamburger Kulturverlag 1948.
- Das Geheimnis der Gesundheit: Selbstbefreiung aus dem Krankheitselend, Wenk, Hamburg 1950.